# Olympische Jugend-Sommerspiele 2014/Teilnehmer (Barbados)
| Gelbes Symbol für Goldmedaillen mit stilisierten Olympischen Ringen | Graues Symbol für Silbermedaillen mit stilisierten Olympischen Ringen | Braundes Symbol für Bronzemedaillen mit stilisierten Olympischen Ringen |
| ------------------------------------------------------------------- | --------------------------------------------------------------------- | ----------------------------------------------------------------------- |
| —                                                                   | —                                                                     | —                                                                       |

Die Jugend-Olympiamannschaft aus Barbados für die II. Olympischen Jugend-Sommerspiele vom 16. bis 28. August 2014 in Nanjing (Volksrepublik China) bestand aus acht Athleten.

## Athleten nach Sportarten

### Leichtathletik
| Mädchen - Tristan Evelyn 100 m: 7. Platz - Sada Williams 400 m: 8. Platz 8 × 100 m Mixed: 34. Platz | Jungen - Ramarco Thompson 200 m: 11. Platz 8 × 100 m Mixed: 44. Platz - Michael Nicholls 110 m Hürden: DNF 8 × 100 m Mixed: 48. Platz - Rivaldo Leacock 400 m Hürden: disqualifiziert (Vorlauf) |

### Schwimmen
| Mädchen - Zabrina Holder 50 Freistil: 33. Platz 100 m Schmetterling: 28. Platz - Hannah Gill 400 m Freistil: 27. Platz 800 m Freistil: 22. Platz | Jungen - Anthony Selby 200 m Freistil: 28. Platz 400 m Freistil: 28. Platz |